# I Have a Lover
I Have a Lover (hangul: 애인 있어요; rr: Aein Isseoyo) é uma telenovela sul-coreana exibida pela SBS de 22 de agosto de 2015 a 28 de fevereiro de 2016, estrelada por Kim Hyun-joo, Ji Jin-hee, Park Han-byul e Lee Kyu-han.
Kim Hyun-joo e Ji Jin-hee já estrelaram juntos o filme Miss Kim's Million Dollar Quest (2004).

## Enredo
A ambiciosa e bem-sucedida advogada Do Hae-gang (Kim Hyun-joo) e seu marido, Choi Jin-eon (Ji Jin-hee), têm um relacionamento disfuncional. Eles perdem o filho e Jin-eon começa um caso com uma garota muito mais nova, Seol-ri (Park Han-byul). Dokgo Yong Gi é a irmã gêmea desconhecida de Do Hae Gang. Após o divórcio do casal, Hae Gang sofre um misterioso acidente de carro e perde a memória. Baek Seok (Lee Kyu-han), confundindo Hae Gang como Yong Gi, salva Hae Gang e a faz viver como Yong Gi. Hae Gang se torna o noivo de Baek Seok e vive com sua família. O que acontecerá quando Jin Eon e Hae Gang se encontrarem novamente? O casal será capaz de voltar ao que era antes?

## Elenco

### Elenco principal
- Kim Hyun-joo como Do Hae-gang (nome de nascença: Dokgo On-gi)/Dokgo Yong-gi
- Ji Jin-hee como Choi Jin-eon
- Park Han-byul como Kang Seol-ri
- Lee Kyu-han como Baek Seok

### Elenco de apoio
Família de Choi Jin-eon
- Dokgo Young-jae como Choi man-ho, pai de Jin-eon
- Na Young-hee como Hong Se-hee, mãe de Jin-eon
- Baek Ji-won como Choi Jin-li, meia-irmã de Jin-eon
- Gong Hyung-jin como Min Tae-seok, marido de Jin-li

Família das irmãs Dokgo Yong-gi / Do Hae-gang
- Kim Chung como Kim Kyu-nam, mãe das irmãs.
- Kang Boo-ja como Nam Cho-rok, avó de Yong-gi
- Kim Ha-yoo como Dokgo Woo-joo, filha de Yong-gi, também conhecida como Zhang Ling

Família de Baek Seok
- Choi Jung-woo como Baek Jun-sang, pai de Baek Seok
- Seo Ji-hee como Baek Ji
  - Park Ha-young como Baek Ji (jovem)
- Seo Dong-hyun como Baek Hyun
- Shin Soo-yeon como Baek Jo
  - Lee Chae-mi como Baek Jo (jovem)
- Kim Do-yeop como Baek Bum
- Ahn Jung-woo como Baek Jun

### Elenco estendido
- Lee Jae-yoon como Min Kyu-suk, irmão de Tae-seok
- Seo Dong-ganhou como Go Hyun-woo, amigo de Jin-eon
- Lee Seung-hyung como Kim Tae Ho, a mão direita de Tae-seok
- Jang Won-young como gerente Byun Gang-seok, supervisor direto de Yong-gi
- Kim Bo-jung como Song Mi-ae, colega / amigo de Yong-gi
- Kang Seo-jun como colega de Yong-gi
- Lee Jae-woo como Kim Sun-yong, a noiva de Yong-gi
- Lee Sang-hoon como um garoto ordenado por Tae-seok a seguir Yong-gi
- Lee Si-won como Lee Hae Joo, autor do caso Teracop
- Hwang Min-ho como marido de Lee Hae Joo
- Han Dong-hwan como advogado de Lee Hae Joo
- Kim Ho-chang
- Lee Ji-yeon
- Seo Bo-ik
- Ahn Sung-gun
- Kang Jun-seok
- Kim Yong-wan
- Jo Ha-lin
- Park Jung Min
- Lee Won-jang
- Han Yeol

## Trilha sonora

### Parte 1
| N.º | Título                                 | Artista             | Duração |  |
| 1.  | "우리 두 사람" (The Two of Us)         | 이은미 (Lee Eun Mi) | 4:47    |  |
| 2.  | "우리 두 사람 (inst.)" (The Two of Us) | 이은미 (Lee Eun Mi) | 4:47    |  |

### Parte 2
| N.º | Título                 | Artista  | Duração |  |
| 1.  | "세월" (Years)         | 류 (Ryu) | 4:26    |  |
| 2.  | "세월 (inst.)" (Years) | 류 (Ryu) | 4:26    |  |

### Parte 3
| N.º | Título              | Artista  | Duração |  |
| 1.  | "사랑하고 사랑해도" | 류 (Ryu) | 4:36    |  |

## Prêmios e indicações
| Ano  | Prémio                    | Categoria                                               | Indicação                 | Resultado |
| ---- | ------------------------- | ------------------------------------------------------- | ------------------------- | --------- |
| 2015 | 4th APAN Star Awards      | Prêmio de excelência superior, ator em série dramática  | Ji Jin-hee                | Indicado  |
| 2015 | 4th APAN Star Awards      | Prêmio de excelência superior, atriz em série dramática | Kim Hyun-joo              | Venceu    |
| 2015 | 23rd SBS Drama Awards     | Prêmio de excelência superior, ator em série dramática  | Ji Jin-hee                | Indicado  |
| 2015 | 23rd SBS Drama Awards     | Prêmio de excelência superior, atriz em série dramática | Kim Hyun-joo              | Venceu    |
| 2015 | 23rd SBS Drama Awards     | Prêmio de excelência, ator em uma série de drama        | Lee Kyu-han               | Indicado  |
| 2015 | 23rd SBS Drama Awards     | Prêmio de excelência, atriz em uma série de drama       | Park Han-byul             | Venceu    |
| 2015 | 23rd SBS Drama Awards     | Prêmio de excelência, atriz em uma série de drama       | Baek Ji-won               | Indicado  |
| 2015 | 23rd SBS Drama Awards     | Prêmio de popularidade do internauta                    | Kim Hyun-joo              | Venceu    |
| 2015 | 23rd SBS Drama Awards     | Melhor casal                                            | Ji Jin-hee e Kim Hyun-joo | Venceu    |
| 2015 | 23rd SBS Drama Awards     | Top 10 Estrelas                                         | Kim Hyun-joo              | Venceu    |
| 2015 | 23rd SBS Drama Awards     | Top 10 Estrelas                                         | Ji Jin-hee                | Venceu    |
| 2016 | 52nd Baeksang Arts Awards | Melhor atriz                                            | Kim Hyun-joo              | Indicado  |
| 2016 | 9th Korea Drama Awards    | Top Excellence Award, Actress                           | Kim Hyun-joo              | Indicado  |

## Transmissão internacional
Nas Filipinas, a série foi exibido no bloco de programação The First and True Home of Asianovelas da ABS-CBN em 21 de outubro de 2019, substituindo Nang Ngumiti ang Langit.